# П'єр Анрі
П'єр Анрі (фр. Pierre Henry; 27 грудня 1927, Париж, Франція — 5 липня 2017, там само) — французький композитор.

## Біографія
У 1938—1948 роках навчався в Паризькій консерваторії, в тому числі у Наді Буланже і Олів'є Мессіана. З 1949 року працював в експериментальній студії Французького радіо і ТБ, де разом з П'єром Шеффером займався конкретною музикою, а також вони засновують групу Groupe de Recherche de Musique Concrète (GRMC), у розпорядження якої в 1951 році Французьке радіо надало нову студію звукозапису з магнітофоном. Перший і найвідоміший плід їхньої співпраці — Симфонія для однієї людини (фр. Symphonie pour un homme seul, 1950). У 1958 році залишив групу конкретної музики, через два роки заснував першу у Франції приватну студію електронної музики, в 1982 році — ще одну подібну студію.

## Творчість
Всі твори Анрі створені шляхом перетворення і монтажу звучань, записаних на плівку. Серед його найвідоміших робіт — балети для трупи Моріса Бежара, в тому числі «Орфей» (1958), «Подорож» (1962, за тибетською Книгою мертвих), «Варіації для дверей і подиху» (1963), «Ніжинський, клоун Божий» (1971). Анрі створив також безліч фонограм до фільмів, театральних вистав, радіопостановок, художніх інсталяцій.